# Werner Deprez
Werner Deprez (Oostende, 4 januari 1941) is een Belgisch voetballer (verdediger).  Van opleiding is hij licentiaat wiskunde en oefende jarenlang het beroep uit van leraar wiskunde.
Hij speelde achtereenvolgens:
- van 1957 tot 1958 bij Tilleur FC
- van 1959 tot 1966 bij Antwerp FC
- van 1966 tot 1967 bij Club Brugge
- van 1967 tot 1969 bij KV Mechelen